# Буцкой, Анатолий Константинович
Анатолий Константинович Буцкой (21 июля (2 августа) 1892 Россошново, Орловская губерния, Российская империя — 27 июля 1965 Ленинград) — советский музыковед, композитор и педагог. Доктор искусствоведения (1943), профессор. Автор воспоминаний о Николае Лысенко. Член Музыкального общества имени Николая Леонтовича.

## Биография
Мать, Елена Вонсовская, была преподавателем и директором Киевской музыкально-драматической школы им. Н. Лысенко. Отец будущего учёного в своё время окончил Ветеринарный институт в Харькове, куда вынужден был переехать из Москвы за активную гражданскую позицию и политическую неблагонадёжность. Впоследствии работал ветеринарным врачом Ливенской уездной земской управы в Орловской губернии. Там, в 1892 году в селе Россошново, родился его сын Анатолий — будущий музыковед и композитор.
В 1913 году окончил музыкально-драматическую школу Н. Лысенко (класс фортепиано и теории музыки Н. В. Лысенко, А. К. Добкевича и Г. Л. Любомирского). В 1914 был арестован за участие в студенческом революционном движении. В 1915 году окончил физико-математический факультет Университета Св. Владимира. В 1916—1918 годах учился в Киевской консерватории (класс композиции Р. Глиэра и Б. Яворского).
В 1918 году принимал участие в организации Киевского музыкально-драматического института. В 1920—1924 годах возглавлял этот институт, а также вёл класс фортепиано и композиции. С 1925 года — преподаватель, а с 1935 года — профессор Ленинградской консерватории, декан инструкторско-педагогического факультета. Среди учеников А. Буцкого — музыковеды С. Павлюченко, О. Островский; композиторы Г. Верёвка, Г. Литинский, Л. Энтелис.
Автор музыки к спектаклям «Газ» Г. Кайзера, «Джимми Хиггинс» Э. Синклера для театра «Березиль» (оба — 1923), «Макбет» У. Шекспира (1924), «Жакерия» П. Мериме (1925, совместно с Михаилом Вериковским).

## Труды
- Непосредственные данные музыки (Опыт введения в музыку). — Xарьков, 1925
- Структура музыкального произведения: Теор. основы анализа муз. произведений. Ленинград; Москва, 1948